# Offroad Thunder
Offroad Thunder es un videojuego de carreras todoterreno arcade lanzado en 1999. Forma parte de la serie de juegos de carreras Thunder de Midway, que también incluye Hydro Thunder, 4 Wheel Thunder y Arctic Thunder y es en sí mismo una evolución de Off Road Challenge.
Offroad Thunder se incluyó en Midway Arcade Treasures 3 para Xbox, PlayStation 2 y GameCube.

## Jugabilidad
- Demolición: Chocar contra otros autos sin ser atrapado. Si se hace, el juego terminará.
- Rally: Competir y atrapar botes de nitro (azul: +3, rojo: +5). Los jugadores deberán obtener el primer lugar para ganar una carrera gratis como recompensa.
- Agarrar la bandera: Los jugadores deben ganar el juego con la bandera. Cuando un oponente supera al jugador, este pierde la bandera ante el oponente. Hay 4 oponentes en este modo.[2]